# Rose and Alex Pilibos Armenian School
Rose and Alex Pilibos Armenian School är en privatskola som ligger på 1615 North Alexandria Avenue i Los Angeles, Kalifornien i USA. Skolan, som är en så kallad K-12-skola, grundades av Rose och Alex Pilibos 1969 och gick från början under namnet Hollywood Armenian School. De flesta ämnen undervisas på engelska förutom det armeniska språket, historia och religion som undervisas på armeniska. Rose and Alex Pilibos Armenian School är en del av St. Garabed Armenian Apostolic Church.

## Kända alumner
- Serj Tankian, artist.[1]
- Daron Malakian, artist.[1]
- Shavo Odadjian, artist.[1]
- Sarah Leah Whitson, människorättsaktivist.